# Liste de personnalités nées à Moscou

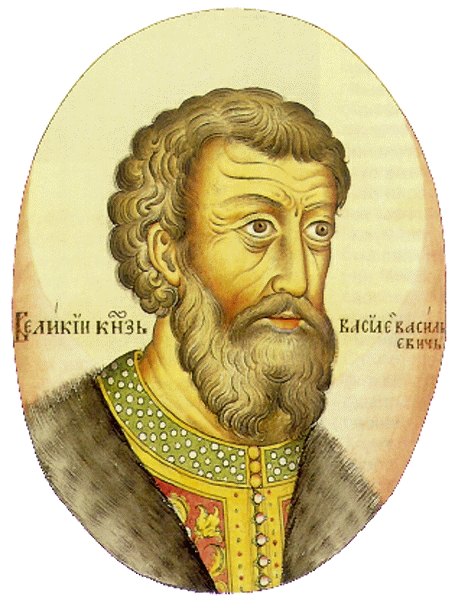
Vassili II
(1415–1462)

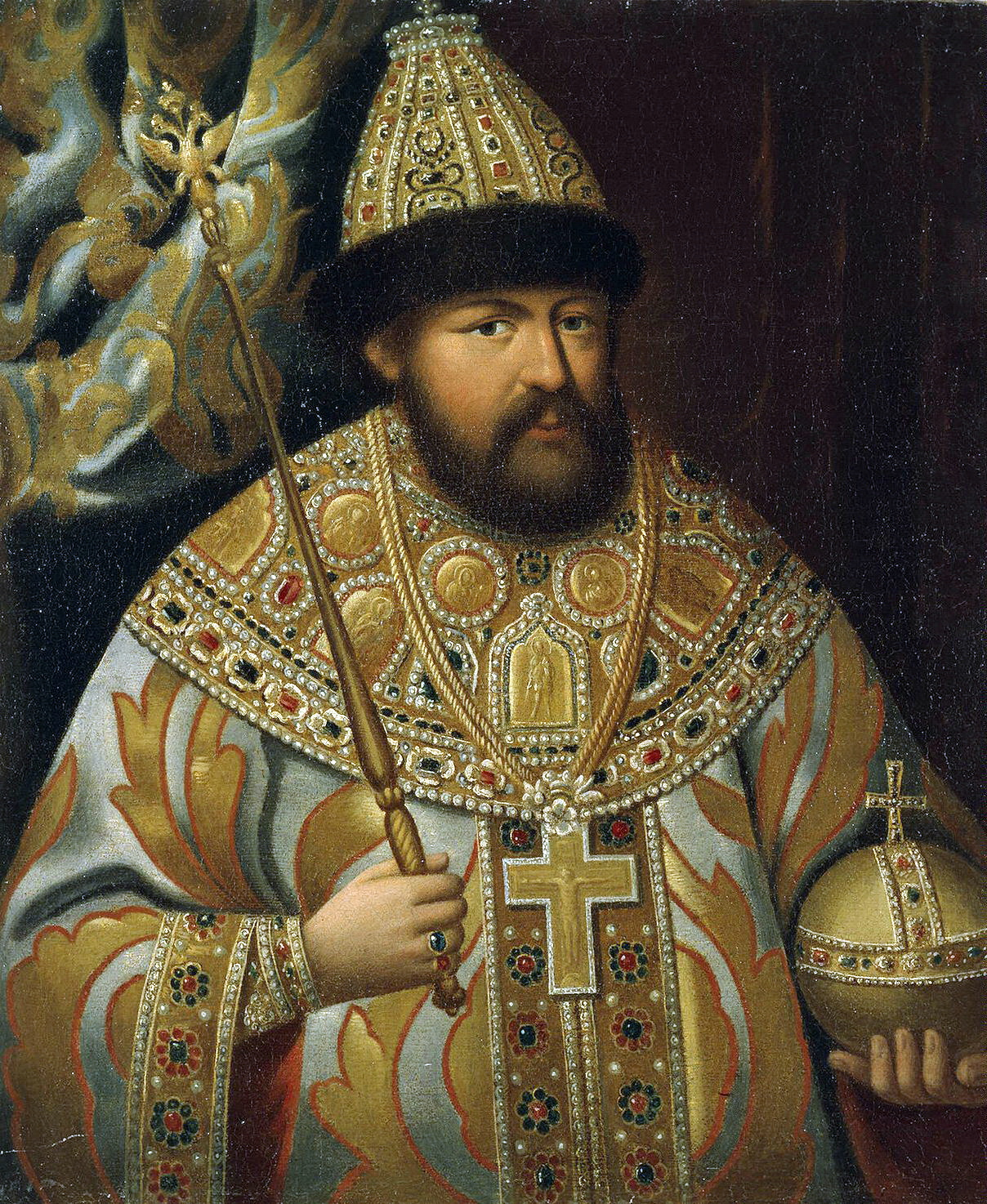
Alexis Ier
(1629–1676)

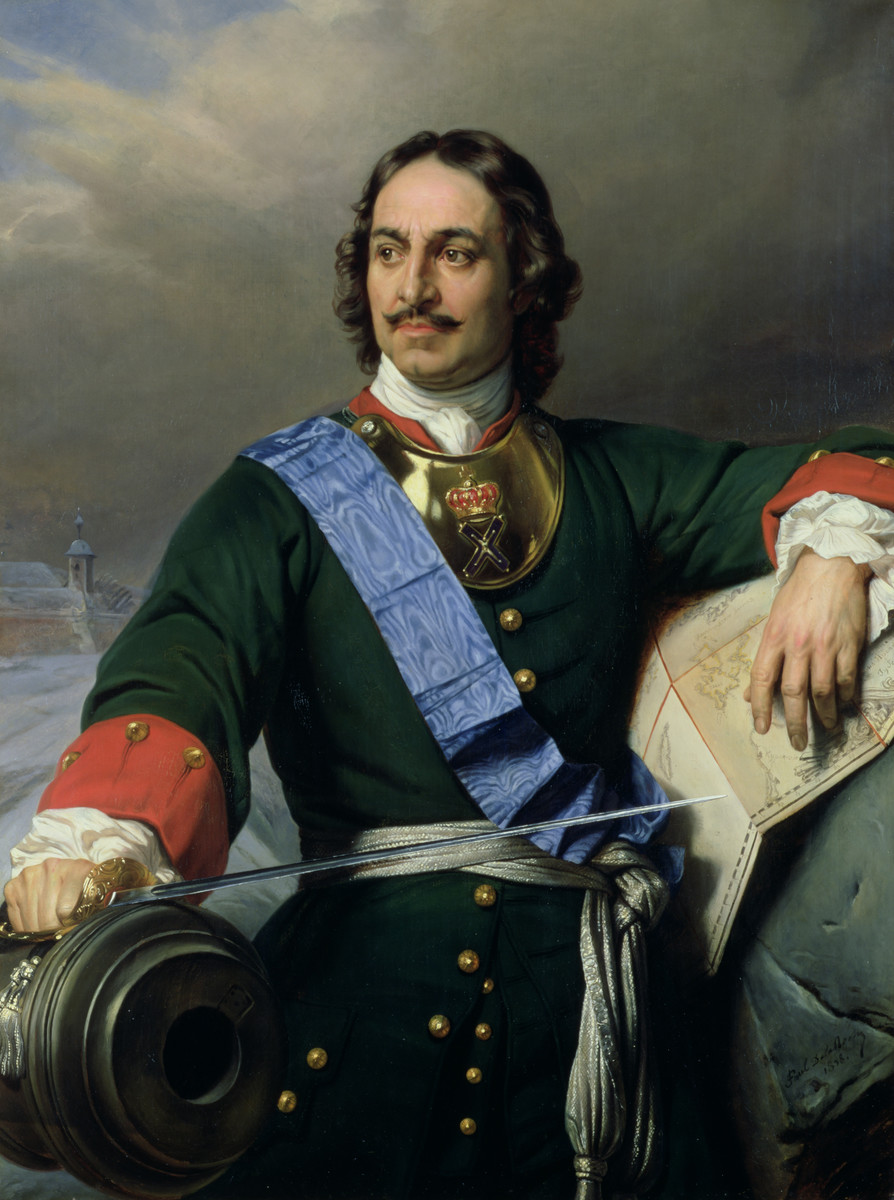
Pierre Ier le Grand
(1672–1725)

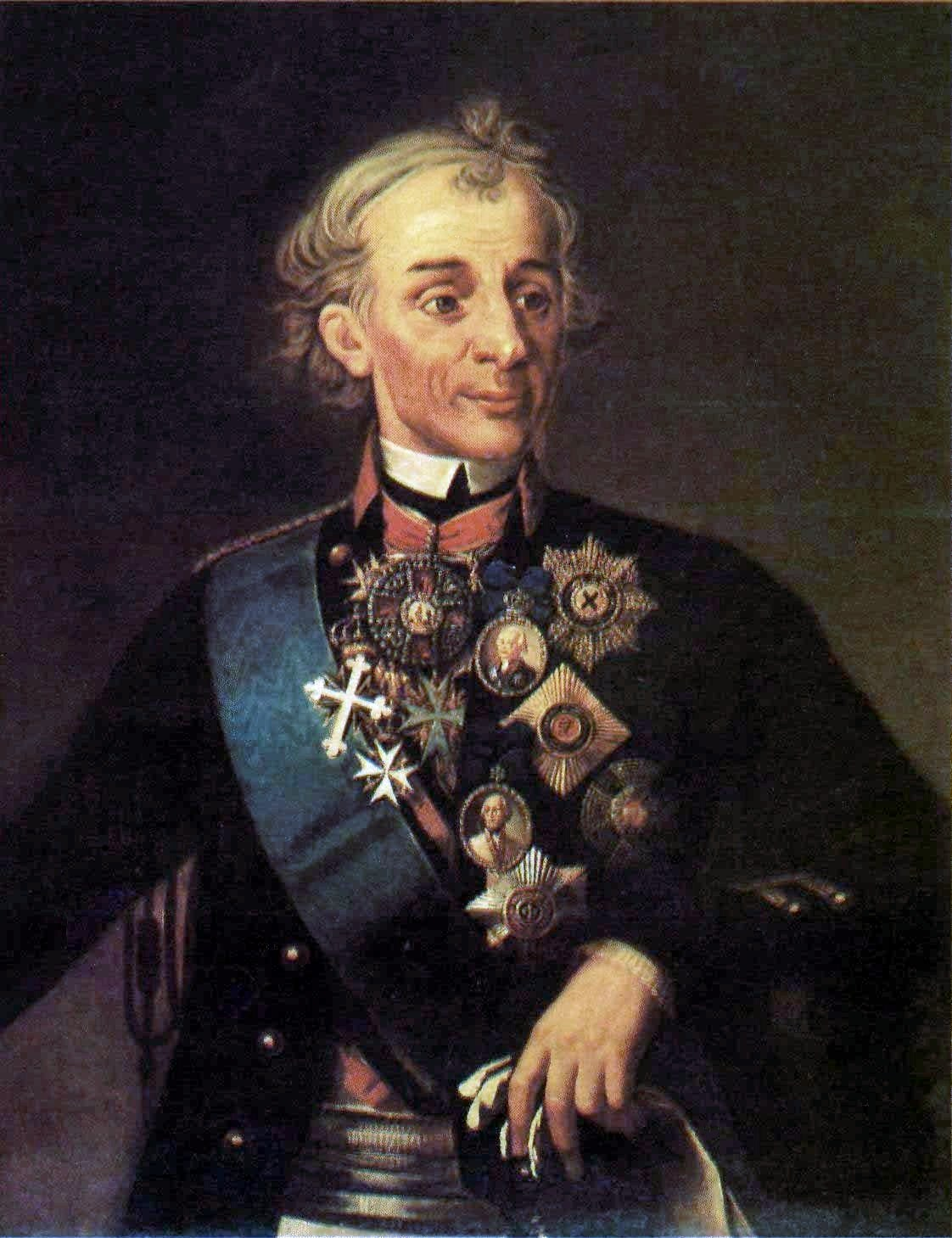
Alexandre Souvorov
(1730–1800)

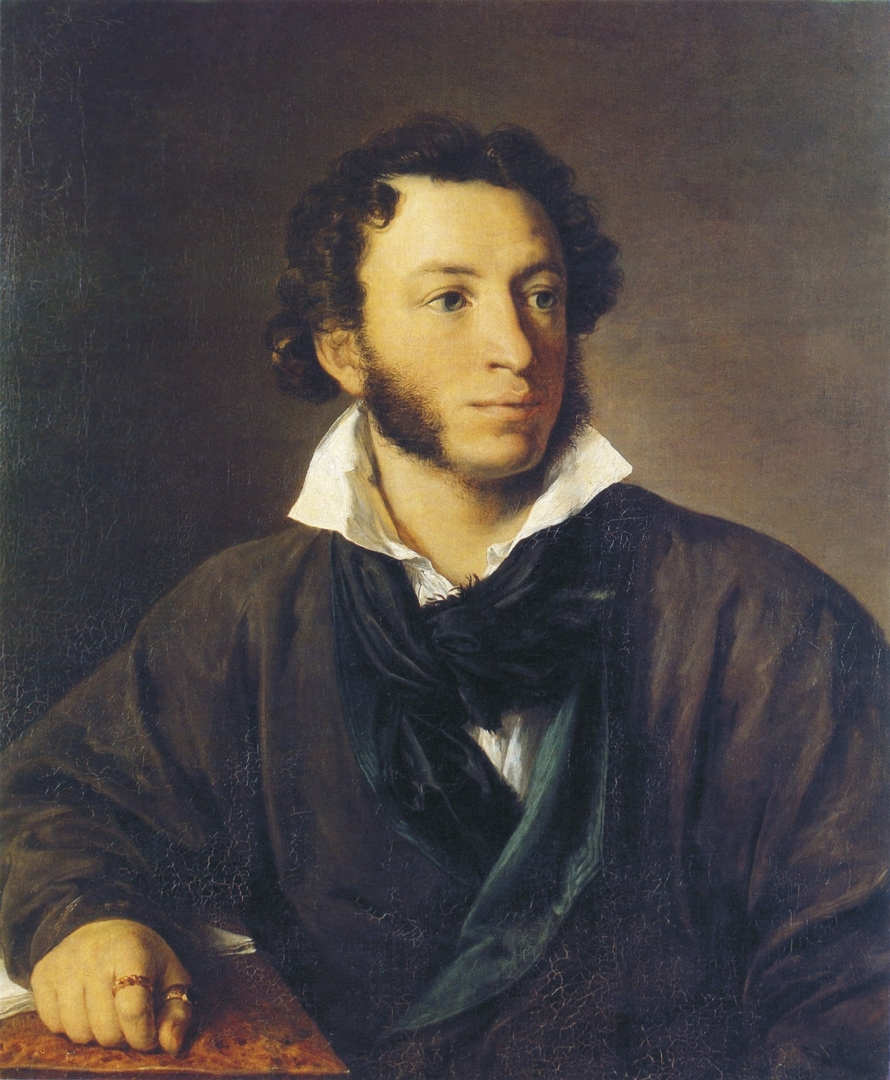
Alexandre Pouchkine
(1799–1837)

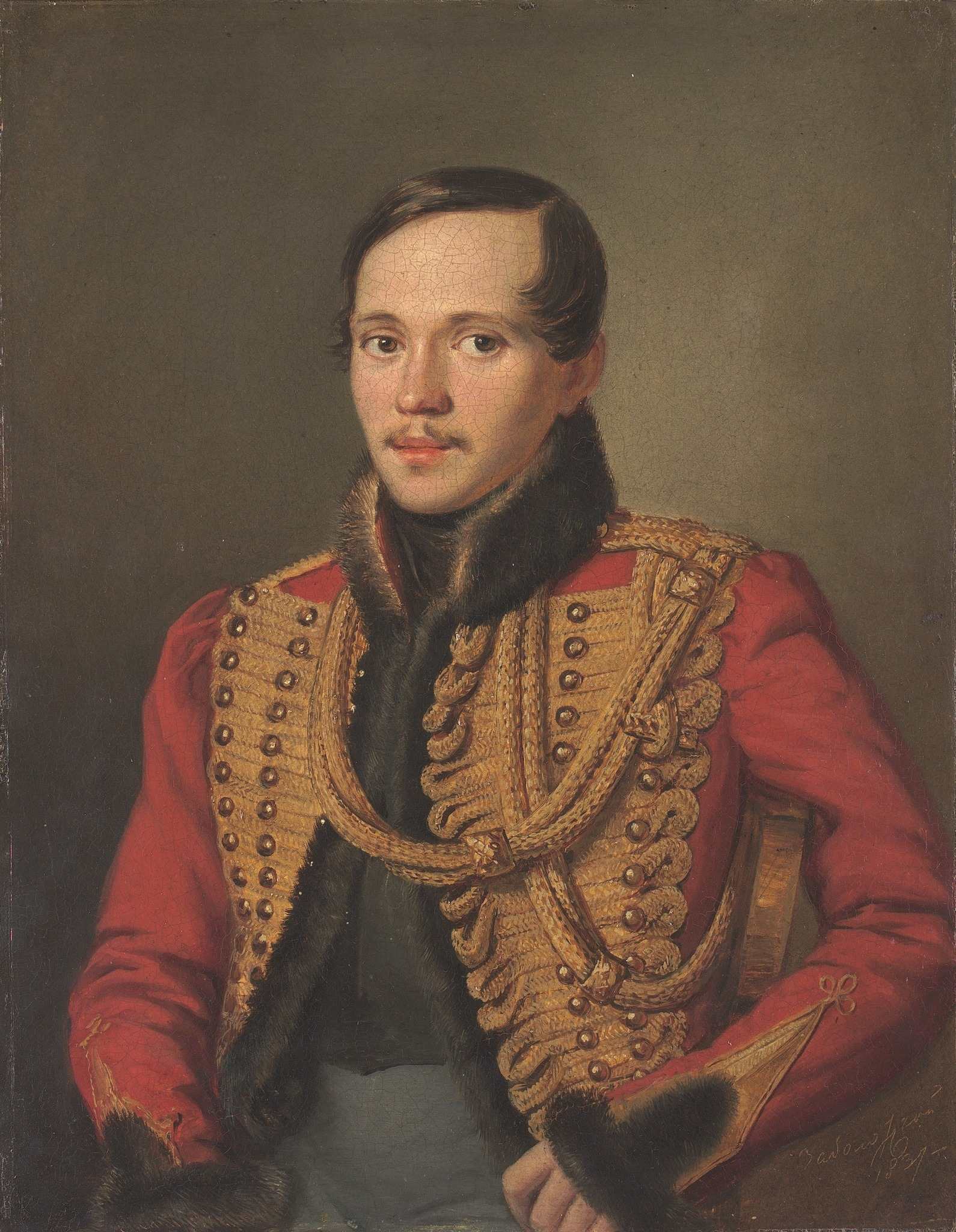
Mikhaïl Lermontov
(1814–1841)

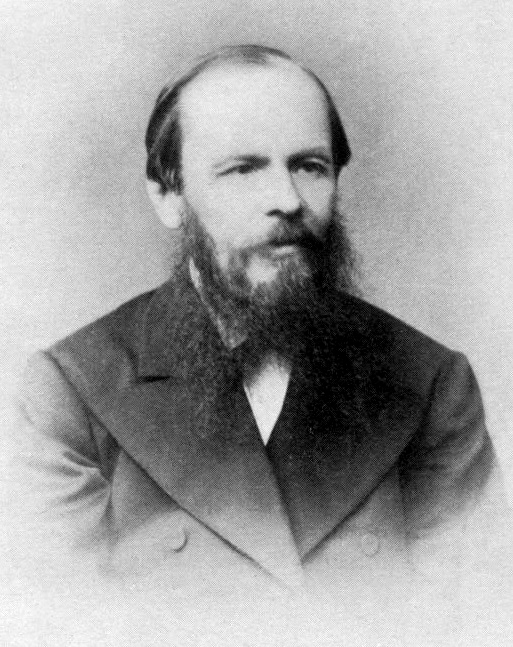
Fiodor Dostoïevski
(1821–1881)

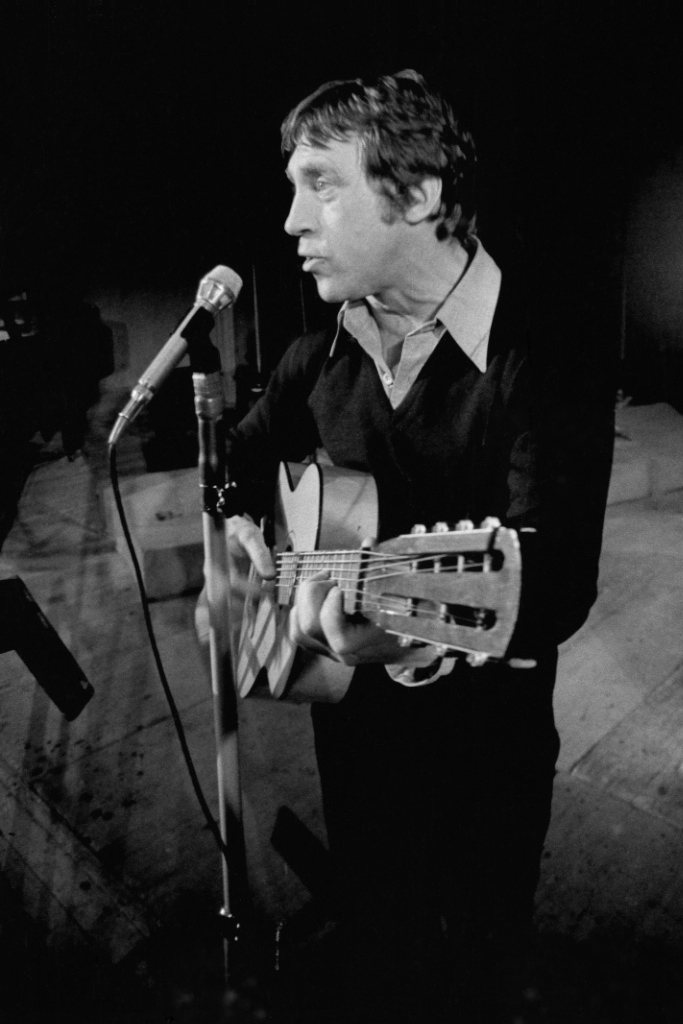
Vladimir Vyssotski
(1938–1980)

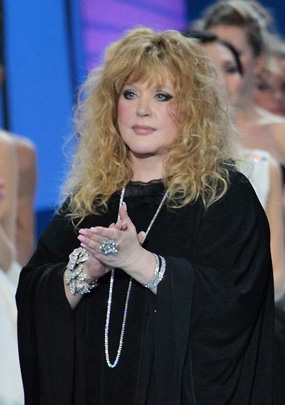
Alla Pougatcheva
(1949)

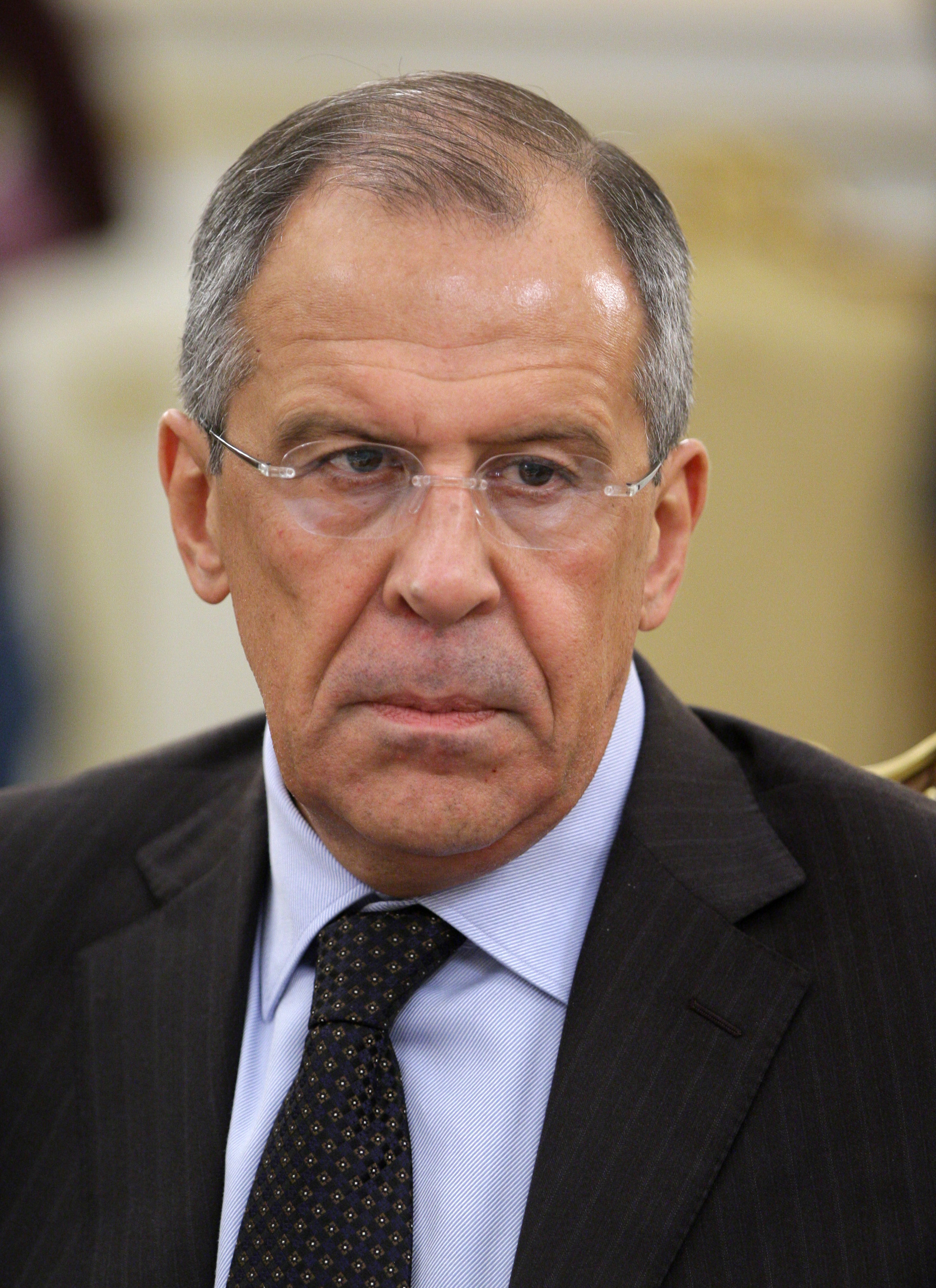
Sergueï Lavrov
(1950)

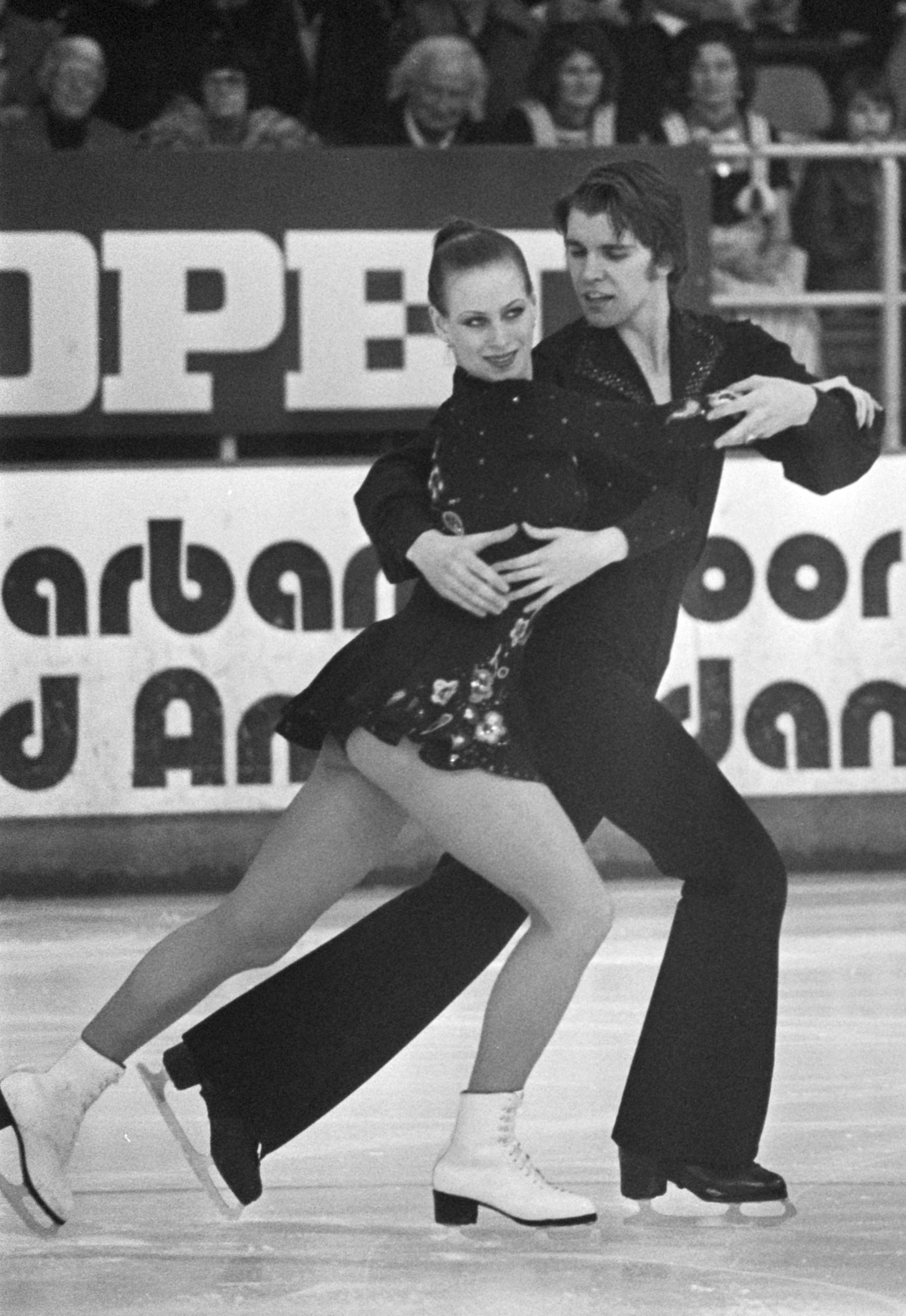
Andrei Minenkov et Irina Moïsseïeva
(1950/1955)

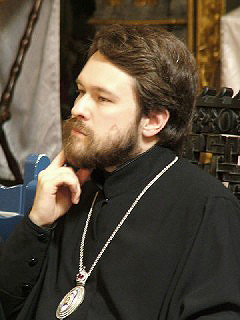
Hilarion (Alfeïev)
(1966)

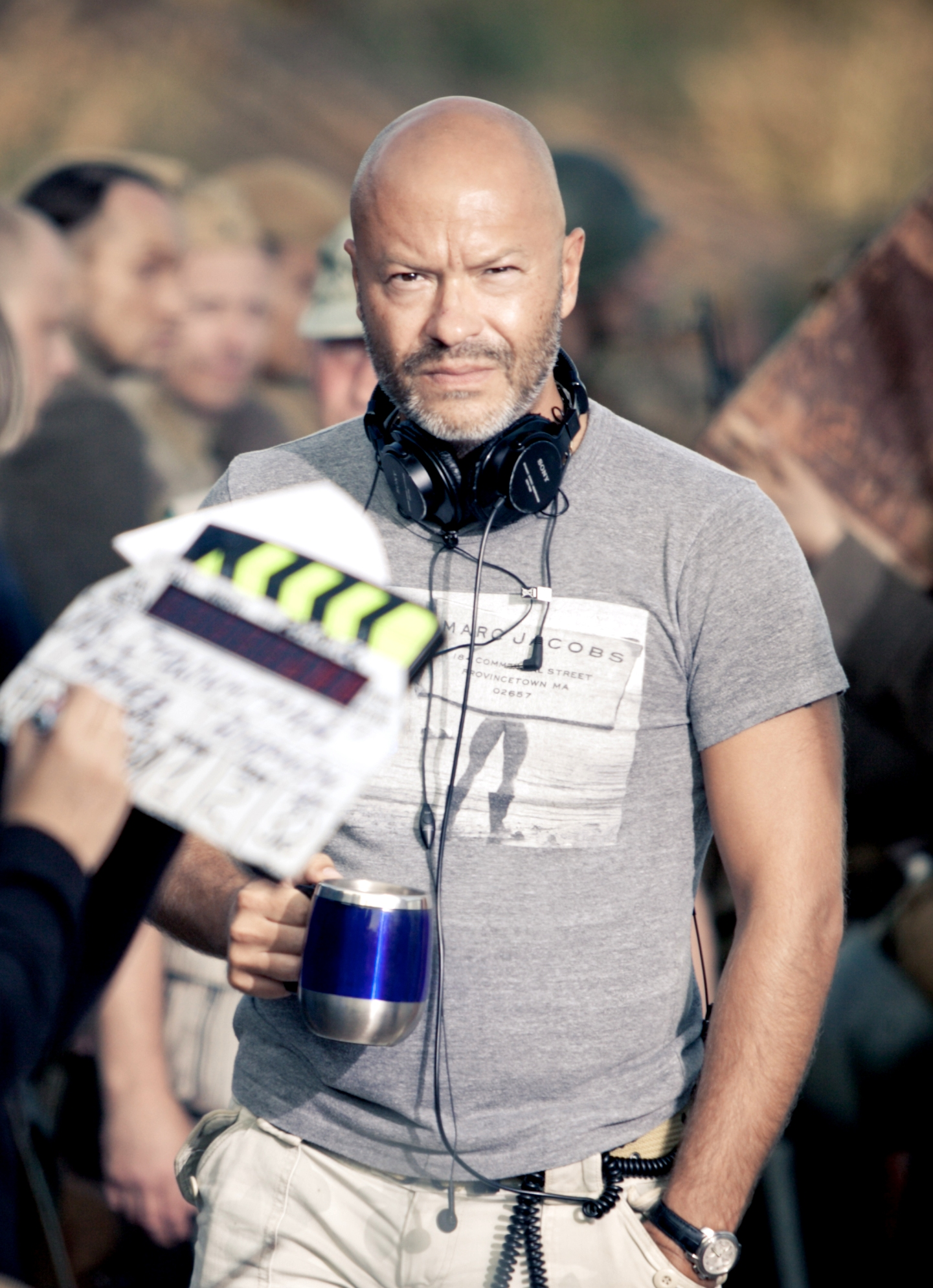
Fiodor Bondartchouk
(1967)

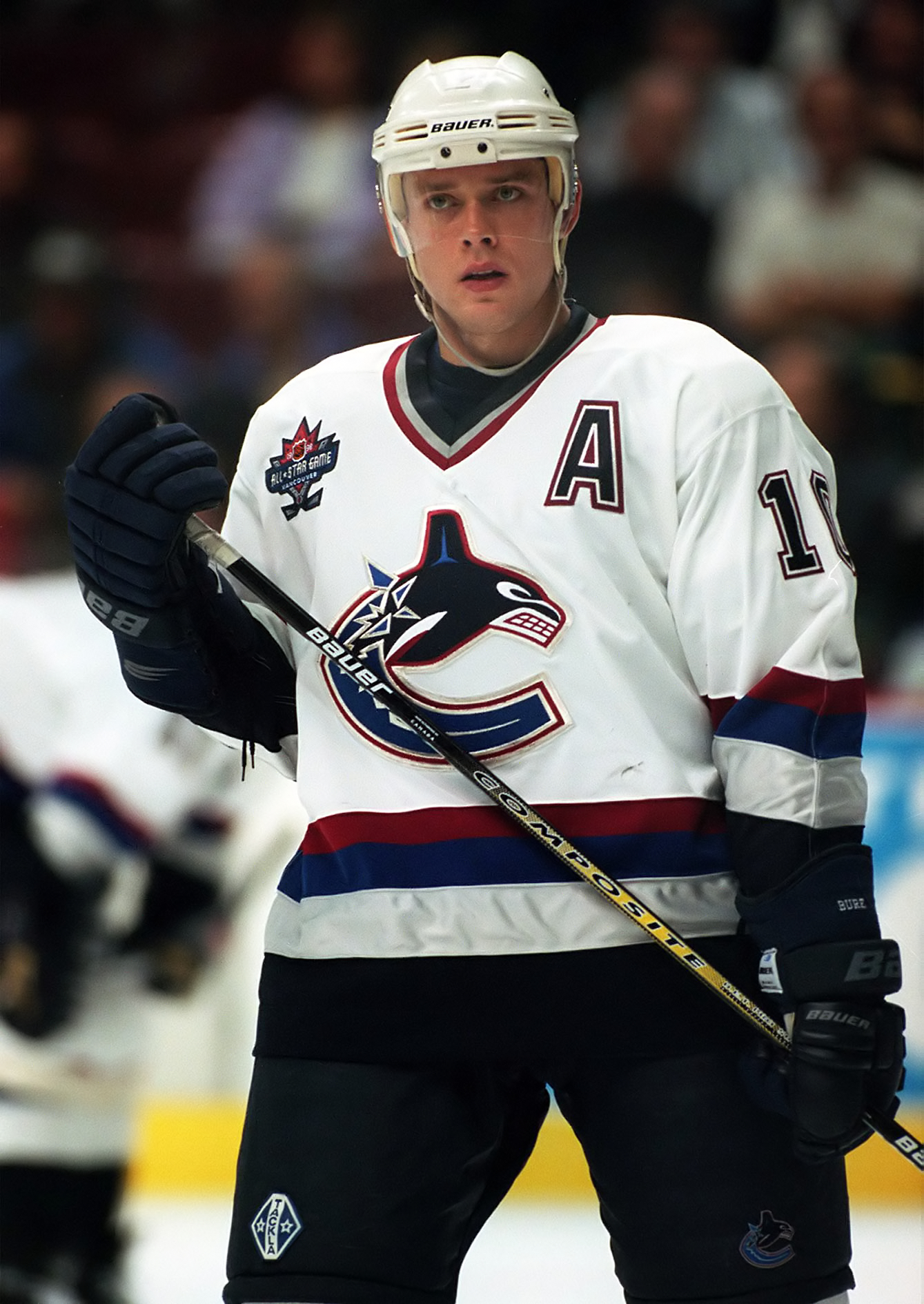
Pavel Boure
(1971)

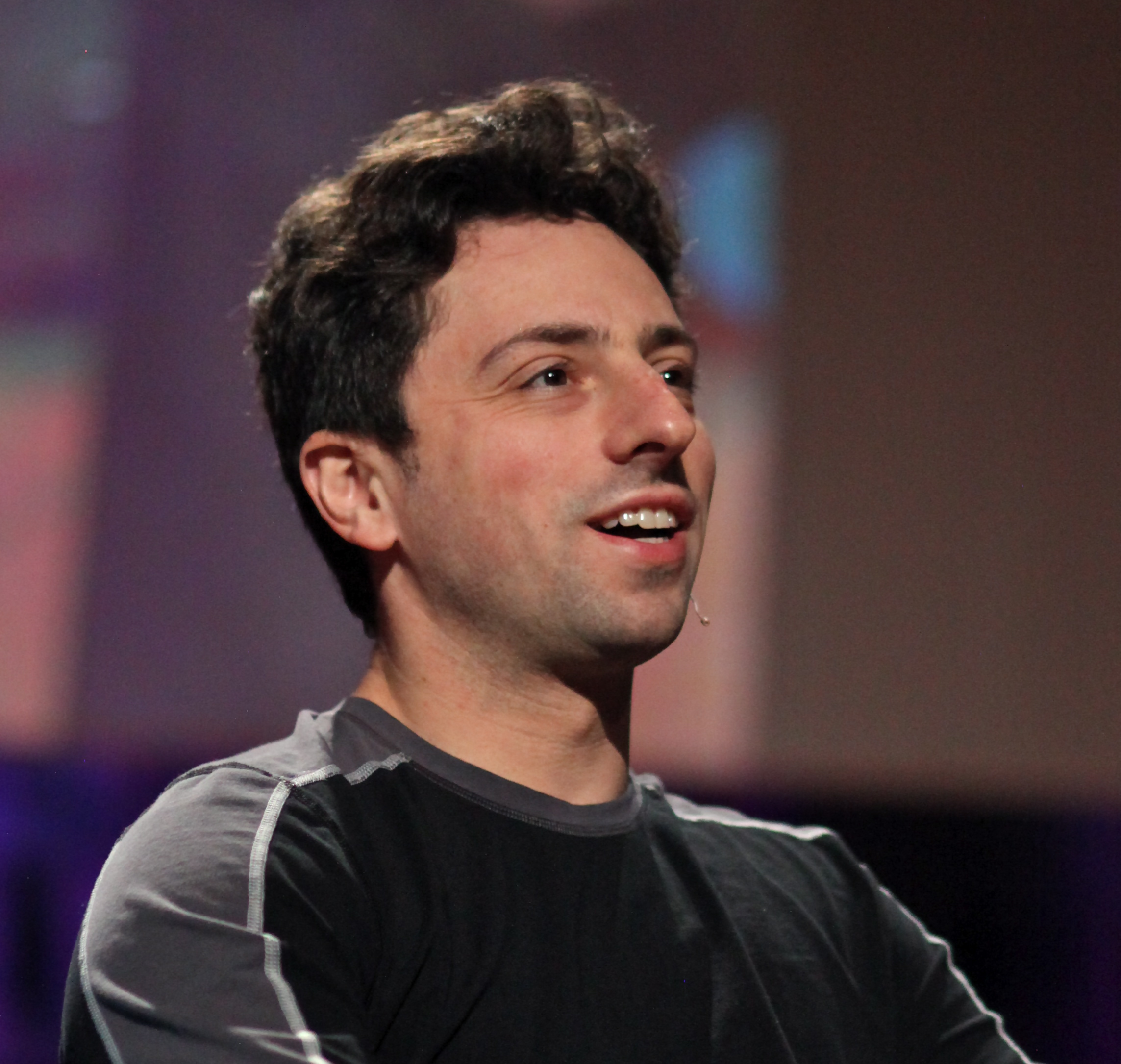
Sergey Brin
(1973)

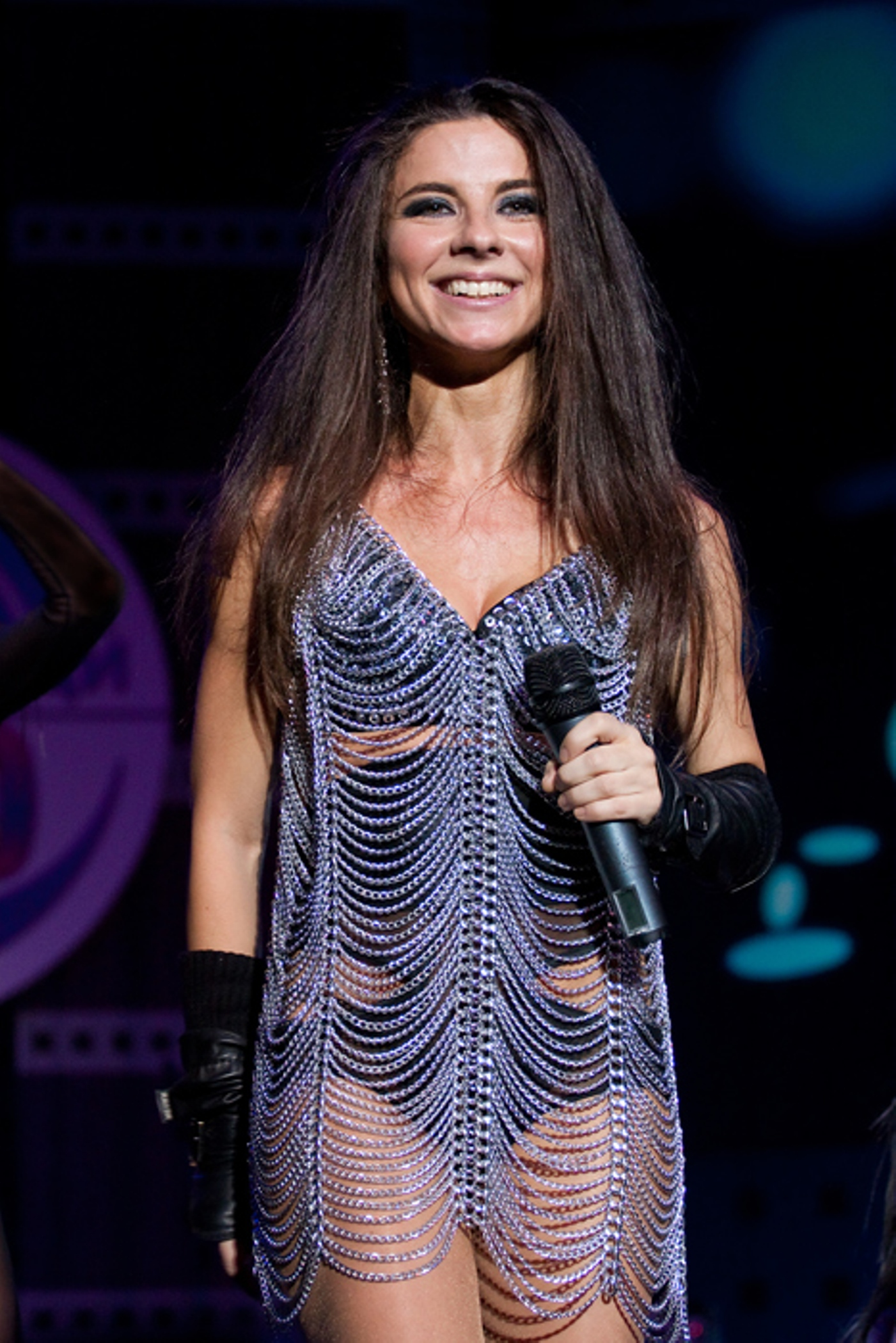
Anna Pletnyova
(1977)

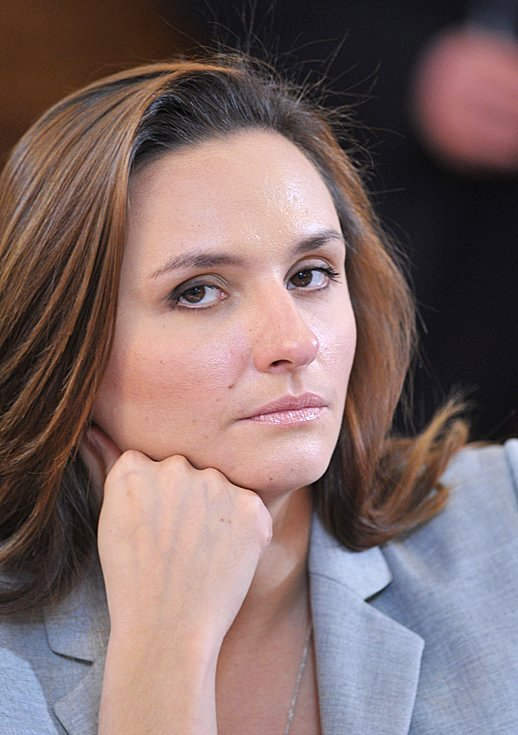
Olga Brusnikina
(1978)

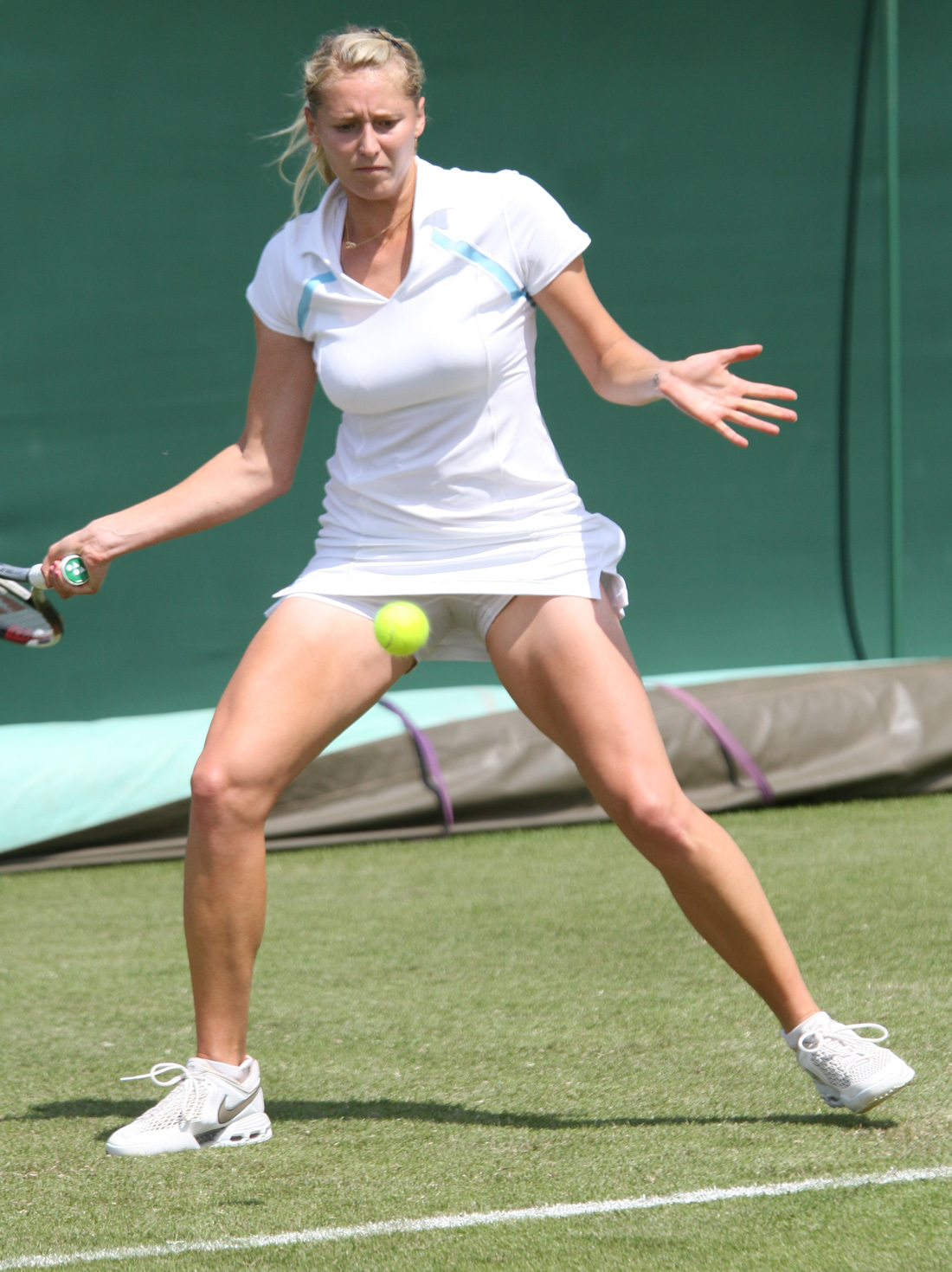
Olga Puchkova
(1987)

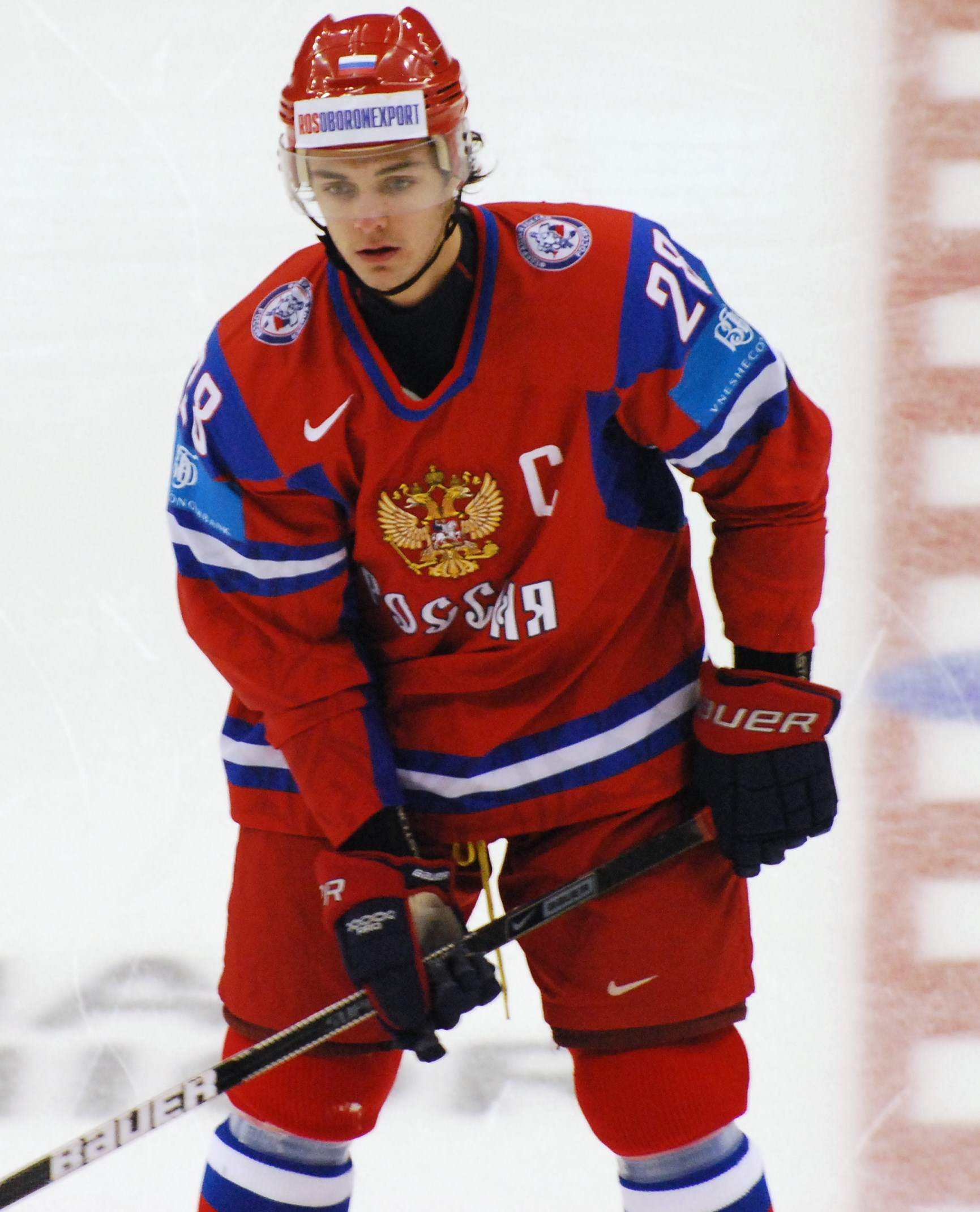
Nikita Filatov
(1990)

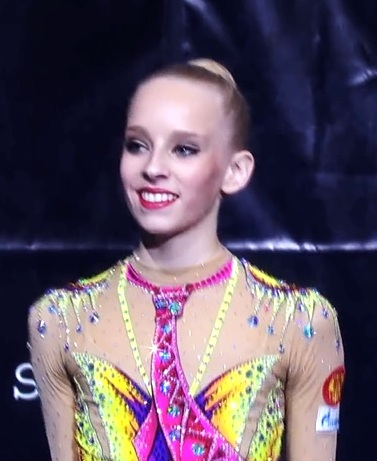
Yana Kudryavtseva
(1997)

Personnages célèbres de Moscou.

## 1201–1700
- Ivan Ier Kalita (1288–1341), prince de Moscou et grand-prince de Vladimir
- Vassili II (1415–1462), grand-prince de Moscou de 1425 à 1462
- Ivan III (1440–1505), grand-prince de Vladimir et de Moscou de 1462 à 1505
- Basile le Bienheureux (1468–1552), saint de l'Église orthodoxe russe
- Hélène de Moscou (1476–1513), reine de Pologne et grande-duchesse de Lituanie
- Fédor Ier (1557–1598), tsar de Russie de 1584 à 1598
- Fédor II (1589–1605), tsar de Russie du 23 avril au 11 juin 1605
- Alexis Ier (1629–1676), tsar de Russie de 1645 à 1676
- Sophie Alexeïevna (1657–1704), régente de Russie de 1682 à 1689
- Fédor III (1661–1682), tsar de Russie de 1676 à 1682
- Ivan V (1666–1696), tsar de Russie de 1682 à 1696
- Pierre Ier le Grand (1672–1725), tsar de Russie dès 1682 et devient le premier empereur de l'Empire russe de 1721 à sa mort en 1725
- Mikhaïl Golitsyne (1675–1730), homme politique et militaire
- Laurentius Blümentrost (1692–1755), premier président de l'Académie des sciences et des arts, aujourd'hui Académie des sciences de Russie
- Anne (1693–1740), impératrice de Russie de 1730 à 1740
- Alexandre Boutourline (1694–1767), général et homme politique

## 1701–1800
- Anna Petrovna de Russie (1708–1728), tsarevna de Russie
- Élisabeth Ire (1709–1762), impératrice de Russie qui régna de 1741 à 1762
- Alexandre Soumarokov (1717–1777), poète, dramaturge et fabuliste
- Alexandre Souvorov (1730–1800), comte de Rymnik, prince d'Italie, comte du Saint-Empire romain germanique, généralissime au service de l'Empire russe
- Denis Fonvizine (1745–1792), auteur de théâtre russe
- Alexandre Kourakine (1752–1818), homme politique russe, vice-chancelier de 1796 à 1798
- Alexis Iermolov (1777–1861), général de premier plan
- Sergueï Ouvarov (1786–1855), diplomate et homme politique
- Piotr Viazemski (1792–1878), poète, traducteur et critique littéraire
- Alexandre Griboïedov (1795–1829), auteur dramatique, compositeur et diplomate
- Anton Delvig (1798–1831), poète, traducteur et journaliste
- Alexandre Pouchkine (1799–1837), poète, dramaturge et romancier

## 1801–1900

### 1801–1850
- Alexeï Khomiakov (1804–1860), théologien, poète et philosophe
- Lev Pouchkine (1805–1852), frère cadet d'Alexandre Pouchkine
- Dmitri Vénévitinov (1805–1827), auteur, traducteur et philosophe
- Ievdokia Rostoptchina (1812–1858), poétesse et traductrice
- Ivan Gagarine (1814–1882), prince et diplomate
- Mikhaïl Lermontov (1814–1841), poète, romancier et dramaturge
- La Païva (1819–1884), salonnière et demi-mondaine
- Mikhaïl Dostoïevski (1820–1864), écrivain, auteur de quelques nouvelles et rédacteur de revues littéraires
- Fiodor Dostoïevski (1821–1881), écrivain
- Constantin Pobiedonostsev (1827–1907), juriste, spécialiste du droit civil, auteur d'un cours de droit civil réputé, homme d'État et penseur
- Alexeï Savrassov (1830–1897), peintre paysagiste
- Pavel Tretiakov (1832–1898), entrepreneur russe, mécène, collectionneur d'art figuratif russe et instigateur de la galerie Tretiakov de Moscou
- Andreï Famintsyne (1835–1918), botaniste
- Constantin Makovski (1839–1915), peintre
- Olga Fedtchenko (1845–1921), botaniste
- Vladimir Makovski (1846–1920), peintre de genre réaliste, portraitiste et collectionneur
- Vsevolod Miller (1848–1913), philologue, folkloriste, linguiste, anthropologue et archéologue

### 1851–1900
- Caran d'Ache (1858–1909), dessinateur humoristique et caricaturiste français
- Alexandre Golovine (1863–1930), peintre
- Viatcheslav Ivanov (1866–1949), poète et dramaturge
- Vassily Kandinsky (1866–1944), peintre et graveur
- Hans Pfitzner (1869–1949), compositeur et chef d'orchestre allemand
- Vladimir Bontch-Brouïevitch (1873–1955), politicien, ethnographe et écrivain
- Ivan Chmeliov (1873–1950), écrivain
- Lev Tschugaeff (1873-1922), chimiste
- Siméon Frank (1877–1950), philosophe
- Alexandre Goedicke (1877–1957), compositeur, pianiste et organiste
- Piotr Ouspenski (1878–1947), philosophe et ésotériste
- Sofia Fedorova (1879–1963), danseuse de ballet
- Andreï Biély (1880–1934), poète et écrivain
- Catherine Abrikossova (1882–1936), religieuse russe convertie au catholicisme
- Pavel Filonov (1883–1941), peintre
- Rudolf Kämpfe (1883–1962), General der Artillerie allemand
- Lev Kamenev (1883–1936), révolutionnaire et homme politique
- Yosef Sprinzak (1885–1959), homme politique israélien
- Robert Falk (1886–1958), peintre de l'avant-garde russe
- Nikolaï Vavilov (1887–1943), éminent botaniste et généticien
- Iossif Ermoliev (1889–1962), pionnier du cinéma
- Alexis Granowsky (1890–1937), metteur en scène de théâtre et réalisateur
- Boris Pasternak (1890–1960), poète et romancier, lauréat du prix Nobel de littérature en 1958
- Sergueï Vavilov (1891–1951), physicien
- Marina Tsvetaïeva (1892–1941), poétesse
- Sergueï Efron (1893–1941), journaliste, époux de Marina Tsvetaïeva
- Serafima Brioussova (1894-1958), première femme neurochirurgienne au monde
- Vladimir Engelgardt (1894–1984), biochimiste
- Arcady Boytler (1895–1965), producteur, scénariste et réalisateur
- Nikolaï Grigoriev (1895–1938), joueur d'échecs et compositeur d'études
- Léonide Massine (1896–1979), danseur et chorégraphe américain d'origine russe
- Sophrony (Sakharov) (1896–1993), moine et théologien orthodoxe
- Victor Lazarev (1897–1976), historien d'art
- M. Aguéev (1898–1973), écrivain
- Vassili Kazine (1898–1981), poète
- Mikhaïl Jarov (1899–1981), acteur et metteur en scène

## 1901–2000

### 1901–1930
- Vladimir Lougovskoï (1901–1957), poète
- Sergueï Obraztsov (1901–1992), marionnettiste
- Vladimir Fogel (1902–1929), acteur soviétique de lointaine origine allemande
- Nadejda Mniova (1902-1968), historienne, restauratrice, et auteur, spécialiste de l'art russe ancien.
- Evguénia Guinzbourg (1904–1977), écrivaine
- Lev Oborine (1907–1974), pianiste
- Viktor Abakoumov (1908–1954), colonel général
- Alexander Golitzen (1908–2005), chef décorateur américain d'origine russe
- Boris Leven (1908–1986), directeur artistique et chef décorateur américain d'origine russe
- Aleksander Gieysztor (1916–1999), médiéviste polonais
- Vitaly Ginzburg (1916–2009), physicien et astrophysicien
- Tatiana Riabouchinska (1917–2000), première danseuse
- Klavdia Fomitcheva (1917-1958), Héroïne de l'Union soviétique
- Konstantin Beskov (1920–2006), footballeur soviétique devenu entraîneur
- Aryeh Eliav (1921–2010), homme politique israélien
- Andreï Sakharov (1921–1989), physicien nucléaire
- Kim Yaroshevskaya (1923), actrice, auteur et scénariste canadienne d'origine russe
- Lidia Alexeyeva (1924–2014), joueuse de basket-ball soviétique
- Maïa Plissetskaïa (1925–2015), danseuse
- Alekseï Abrikossov (1928), physicien américain1 d'origine soviétique
- Nikolaï Karpov (1929–2013), joueur de hockey sur glace

### 1931–1940
- Mark Midler (1931–2012), escrimeur
- Viktor Tsarev (1931-2017), footballeur
- Vladimir Vetrov (1932–1985), lieutenant-colonel soviétique du KGB (agent double)
- Iouri Droujnikov (1933–2008), écrivain
- Yelena Gorchakova (1933–2002), athlète
- Sergueï Khrouchtchev (1935-2020), scientifique russo-américain; fils de l'ancien numéro 1 soviétique Nikita Khrouchtchev
- Leonid Yengibarov (1935–1972), clown, mime et acteur
- Oleg Fedoseyev (1936–2001), athlète
- Alexandre Ginsburg (1936–2002), journaliste, poète, militant des droits de l'homme et dissident
- Bella Akhmadoulina (1937–2010), poétesse, scénariste et actrice
- Boris Zaïtsev (1937–2000), joueur professionnel de hockey sur glace
- Aleksandra Zabelina (1937-2022) escrimeuse fleuretiste
- Vladimir Vyssotski (1938–1980), auteur-compositeur-interprète et un acteur de théâtre et de cinéma
- Viktor Choustikov (1939), footballeur
- Gennadi Volnov (1939–2008), joueur de basket-ball

### 1941–1950
- Natalia Bessmertnova (1941–2008), danseuse étoile soviétique légendaire du ballet du Bolchoï
- Yevgeniy Frolov (1941), boxeur
- Elena Mikhailovskaya (1949-1995), joueuse de dames
- Sergueï Tchetveroukhine (1946), patineur artistique
- Boris Kerner (1947), auteur de la théorie des trois phases du trafic
- Natalia Narotchnitskaïa (1948), universitaire, historienne et femme politique
- Natalya Lebedeva (1949), athlète
- Alla Pougatcheva (1949), chanteuse
- Natalia Sokolova (1949), athlète
- Nadezhda Besfamilnaya (1950), athlète
- Sergueï Lavrov (1950), diplomate et homme politique russe, ministre des Affaires étrangères depuis 2004
- Farhat Mustafin (1950), lutteur gréco-romain

### 1951–1960
- Piotr Mamonov (1951), acteur, ancien musicien et parolier de rock
- Vitali Tchourkine (1952), diplomate, actuel ambassadeur de la fédération de Russie auprès de l'Organisation des Nations unies à New York
- Sergueï Iastrjembski (1953), homme politique et diplomate
- Andrei Minenkov (1954), patineur artistique
- Irina Moïsseïeva (1955), patineuse artistique
- Viktor Vassiliev (1956), mathématicien
- Viatcheslav Fetissov (1958), joueur professionnel de hockey sur glace
- Vladimir Zoubkov (1958), joueur professionnel de hockey sur glace
- Sergueï Golovkine (1959–1996), pédophile et tueur en série
- Alexeï Mechkov (1959), diplomate
- Vladimir Aleksandrovitch Maou (1959), économiste
- Vassili Golovanov (1960), journaliste, voyageur et écrivain
- Marina Koshevaya (1960), nageuse
- Sergueï Ponomarenko (1960), patineur artistique
- Alexander Remizov (1960), architecte

### 1961–1970
- Ekaterina Andreïeva (1961), journaliste
- Oleg Bojyev (1961), patineur de vitesse
- Alexeï Gorinov (1961), homme politique et opposant au régime
- Olga Ulianova (1963-2016), historienne
- Marina Cherkasova (1964), patineuse artistique
- Igor Jijikine (1965), acteur
- Nikolaï Zykov (1965), acteur, réalisateur, artiste, fabricant de marionnettes et maître marionnettiste
- Hilarion (Alfeïev) (1966), théologien et évêque orthodoxe russe, métropolite de Volokolamsk et président du département des relations extérieures du Patriarcat de Moscou
- Natalya Kasperskaya (1966), informaticienne
- Fiodor Bondartchouk (1967), acteur, scénariste, réalisateur et producteur de films
- Masha Gessen (1967), journaliste et écrivaine
- Leonid Sloutski (1968), homme politique
- Andreï Tchernychov (1968), footballeur

### 1971–1980
- Alexeï Aïgui (1971), compositeur et violoniste
- Sergueï Bodrov (1971–2002), acteur
- Pavel Boure (1971), joueur professionnel de hockey sur glace
- Margarita Drobiazko (1971), patineuse artistique lituanienne
- Vladimir Fedorov (1971), danseur sur glace
- Ekaterina Gordeeva (1971), patineuse artistique
- Ievgueni Kissine (1971), pianiste
- Denis Krivochlikov (1971), joueur de handball
- Irina Kudesova (1971), romancière, journaliste et traductrice franco-russe.
- Yelena Lebedenko (1971), athlète
- Olia Lialina (1971), artiste qui travaille avec le medium Internet
- Vitaly Lunkin (1971), joueur de poker professionnel
- Kristina Orbakaitė (1971), actrice et chanteuse
- Igor Pashkevich (1971–2016), patineur artistique
- Aleksandr Porkhomovskiy (1972), ancien athlète russe, puis israélien (en 1999), spécialiste du sprint
- Sergey Brin (1973), informaticien et entrepreneur, cofondateur de la société Google
- Serguei Riazanski (1974), cosmonaute
- Aleks Miler (1977), homme politique israélien
- Anna Pletnyova (1977), chanteuse, soliste du groupe pop Vintaj
- Olga Brusnikina (1978), nageuse synchronisée
- Evgenia Kulikovskaya (1978), joueuse de tennis
- Pavel Trakhanov (1978–2011), joueur professionnel de hockey sur glace
- Pavel Wroblewski (1978), programmeur et homme d'affaires russe

### 1981–1990
- Elvira Khasyanova (1981), nageuse synchronisée
- Ekaterina Sysoeva (1981), joueuse de tennis
- Tamilla Abassova (1982), cycliste
- Vladimir Gorbounov (1982), joueur professionnel de hockey sur glace
- Svetlana Trounova (1983), skeletoneuse
- Boris Giltburg (1984), pianiste israélien
- Aleksey Cheremisinov (1985), escrimeur russe, spécialiste du fleuret
- Alissa Ganieva (1985), critique littéraire et romancière
- Danila Kozlovski (1985), acteur de théâtre et de cinéma
- Anastasia Tchulkova (1985), coureuse cycliste russe
- Maksim Sidorov (1986), athlète spécialiste du lancer du poids
- Igor Moussatov (1987), joueur professionnel de hockey sur glace
- Olga Puchkova (1987), joueuse de tennis
- Tatiana Golovin (1988), joueuse de tennis française d’origine russe
- Ekaterina Makarova (1988), joueuse de tennis
- Dmitri Monia (1988), joueur professionnel de hockey sur glace
- Anastasia Baranova (1989), actrice américaine
- Ievgueni Kovalev (1989), coureur cycliste
- Nastia Liukin (1989), gymnaste américaine d'origine russe
- Evgeniya Rodina (1989), joueuse de tennis
- Svetlana Romashina (1989), championne russe de natation synchronisée

### 1991–2000
- Evgeny Donskoy (1990), joueur de tennis
- Nikita Filatov (1990), joueur professionnel de hockey sur glace
- Lukas Geniušas (1990), pianiste russo-lituanien
- Misha Ge (1991), patineur artistique ouzbek
- Georgi Schennikov (1991), footballeur
- Stanislav Galiev (1992), joueur professionnel de hockey sur glace
- Kirill Kabanov (1992), joueur professionnel de hockey sur glace
- Elena Nikitina (1992), skeletoneuse
- Olga Podchufarova (1992), biathlète
- Ivan Bukin (1993), patineur artistique de danse sur glace
- Artur Gachinski (1993), patineur artistique
- Daria Voït (1994), joueuse d'échecs
- Daria Gavrilova (1994), joueuse de tennis
- Sergey Sirotkin (1995), pilote automobile
- Nikita Zadorov (1995), joueur professionnel de hockey sur glace
- Adelina Sotnikova (1996), patineuse artistique
- Yana Kudryavtseva (1997), gymnaste rythmique
- Elena Rybakina (1999), Joueuse de tennis